# 霍普威爾 (切羅基縣)
霍普威爾（英語：Hopewell）是一個位於美國阿拉巴馬州切羅基縣的非建制地區。該地的面積和人口皆未知。

## 地理
霍普威爾的座標為34°12′04″N 85°43′46″W / 34.20111°N 85.72944°W，而該地最高點為海拔高度179米（即587英尺）。